# Alemania en los Juegos Olímpicos de Londres 2012
Alemania estuvo representada en los Juegos Olímpicos de Londres 2012 por un total de 392 deportistas que compitieron en 23 deportes. Responsable del equipo olímpico fue la Confederación Deportiva Olímpica Alemana, así como las federaciones deportivas nacionales de cada deporte con participación.
La portadora de la bandera en la ceremonia de apertura fue la jugadora de hockey sobre hierba Natascha Keller.

## Medallistas
El equipo olímpico alemán obtuvo las siguientes medallas:
| Nombre | Deporte                    | Competición                |
| --- | -------------------------- | -------------------------- |
| Oro |                            |                            |
| Robert Harting | Atletismo                  | Disco M                    |
| Kristina Vogel Miriam Welte | Ciclismo en pista          | Velocidad por eqs. F       |
| Michael Jung (Sam) | Hípica                     | Concurso completo ind.     |
| Peter Thomsen (Barny) Dirk Schrade (King Artus) Sandra Auffahrt (Opgun Louvo) Michael Jung (Sam) Ingrid Klimke (Butts Abraxxas)               | Hípica                     | Concurso completo por eqs. |
| Equipo | Hockey sobre hierba        | Torneo M                   |
| Sebastian Brendel | Piragüismo                 | K1 1000 m M                |
| Peter Kretschmer Kurt Kuschela | Piragüismo                 | C2 1000 m M                |
| Franziska Weber Tina Dietze | Piragüismo                 | K2 500 m F                 |
| Karl Schulze Philipp Wende Lauritz Schoof Tim Grohmann                                                                                        | Remo                       | Cuatro scull (M4X) M       |
| Filip Adamski Andreas Kuffner Eric Johannesen Maximilian Reinelt Richard Schmidt Lukas Müller Florian Mennigen Kristof Wilke Martin Sauer (t) | Remo                       | Ocho con timonel (M8+) M   |
| Julius Brink Jonas Reckermann | Vóley playa                | Torneo M                   |
| Plata |                            |                            |
| Björn Otto | Atletismo                  | Salto con pértiga M        |
| David Storl | Atletismo                  | Peso M                     |
| Betty Heidler | Atletismo                  | Martillo F                 |
| Christina Obergföll | Atletismo                  | Jabalina F                 |
| Lilli Schwarzkopf | Atletismo                  | Heptatlón F                |
| Sabine Spitz | Ciclismo de montaña        | Campo a través F           |
| Maximilian Levy | Ciclismo en pista          | Keirin M                   |
| Tony Martin | Ciclismo en ruta           | Contrarreloj M             |
| Judith Arndt | Ciclismo en ruta           | Contrarreloj F             |
| Britta Heidemann | Esgrima                    | Espada ind. F              |
| Fabian Hambüchen | Gimnasia artística         | Barra fija M               |
| Marcel Nguyen | Gimnasia artística         | Paralelas M                |
| Marcel Nguyen | Gimnasia artística         | Concurso completo ind. M   |
| Dorothee Schneider (Diva Royal) Kristina Sprehe (Desperados) Helen Langehanenberg (Damon Hill)                                                | Hípica                     | Doma por eqs.              |
| Ole Bischof | Judo                       | –81 kg M                   |
| Kerstin Thiele | Judo                       | –70 kg F                   |
| Thomas Lurz | Natación en aguas abiertas | 10 km M                    |
| Carolin Leonhardt Franziska Weber Katrin Wagner-Augustin Tina Dietze                                                                          | Piragüismo                 | K4 500 m F                 |
| Sideris Tasiadis | Piragüismo en eslalon      | C1 M                       |
| Annekatrin Thiele Carina Bär Julia Richter Britta Oppelt                                                                                      | Remo                       | Cuatro scull (W4X) F       |
| Bronce |                            |                            |
| Raphael Holzdeppe | Atletismo                  | Salto con pértiga M        |
| Linda Stahl | Atletismo                  | Jabalina F                 |
| Rene Enders Maximilian Levy Robert Förstemann                                                                                                 | Ciclismo en pista          | Velocidad por eqs. M       |
| Peter Joppich Sebastian Bachmann Benjamin Kleibrink Andre Wessels                                                                             | Esgrima                    | Florete por eqs. M         |
| Sandra Auffahrt (Opgun Louvo) | Hípica                     | Concurso completo ind.     |
| Dimitri Peters | Judo                       | –100 kg M                  |
| Andreas Tölzer | Judo                       | +100 kg M                  |
| Max Hoff | Piragüismo                 | K1 1000 m M                |
| Martin Hollstein Andreas Ihle | Piragüismo                 | K2 1000 m M                |
| Hannes Aigner | Piragüismo en eslalon      | K1 M                       |
| Helena Fromm | Taekwondo                  | –67 kg F                   |
| Dimitrij Ovtcharov | Tenis de mesa              | Individual M               |
| Timo Boll Dimitrij Ovtcharov Bastian Steger                                                                                                   | Tenis de mesa              | Equipo M                   |